# Chidori-klass
Chidori-klassen (千鳥型水雷艇, Chidori-gata suiraitei) var en klass av torpedbåtar som byggdes före och tjänstgjorde under andra världskriget i den kejserliga japanska flottan. Konstruktionen visade sig inledningsvis vara för topptunga för sitt lilla deplacement, och när Tomozuru (友鶴) kapsejsade i hårt väder kort efter färdigställandet ledde det till en skandal som ifrågasatte den grundläggande konstruktionen av många japanska krigsfartyg på den tiden. Efter omfattande modifieringar fungerade klassen tillfredsställande och deltog i slaget om Filippinerna och kampanjen i Nederländska Ostindien som eskortfartyg och fortsatte i den rollen under resten av kriget. Tre sänktes under kriget och den fjärde beslagtogs av britterna i Hongkong efter krigsslutet, där den senare skrotades.

## Bakgrund

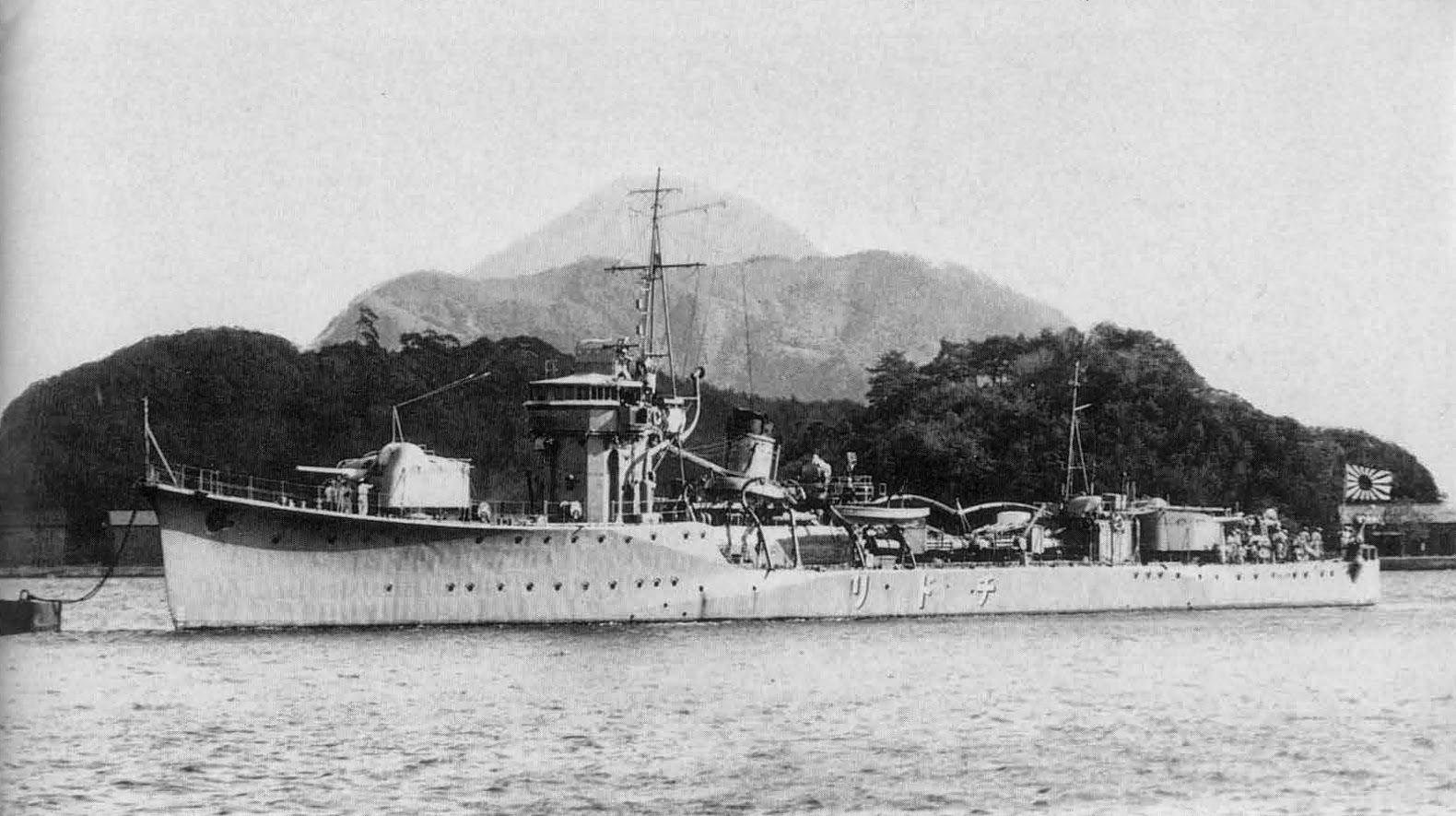
En tidig bild på Chidori tagen i november 1933

Enligt villkoren i 1930 års Londonavtal fick den kejserliga japanska flottan inte bygga fler jagare än vad som var tillåtet. Som svar på detta konstruerade de japanska marinplanerarna ett fartyg i 600-tonsklassen (som var tillräckligt litet för att inte begränsas av fördraget), men planerade att förse det med hälften av beväpningen hos en jagare i Fubuki-klassen. De nya fartygen fick beteckningen "torpedbåtar" för att ytterligare säkerställa att de inte skulle betraktas som "jagare". Fyra fartyg beställdes som en del av 1931 års Maru 1-program, av de planerade tjugo.

## Beskrivning
Torpedbåtarna i Chidori-klassen hade ett deplacement på 544 ton vid standardlast, men 738 750 ton vid full last. De var 82,0 m långa, hade en bredd på 7,40 m och ett genomsnittligt djupgående på 2,50 meter. Två växlade ångturbiner drev två axlar. De drevs av två Kampon-vattenrörspannor och producerade totalt 11.000 axelhästkrafter (8.200 kW). De hade en nominell hastighet på 30,0 knop (55,6 km/h) och en räckvidd på 3 000 nautiska mil (5 600 km) vid 14 knop (26 km/h) eller 9 000 nmi (17 000 km) vid 10 knop (19 km/h) med 152 ton bränsle ombord.
Chidori-klassen var mycket tungt beväpnad för sin storlek. Huvudbatteriet bestod av tre 12,7 cm typ 3-kanoner monterade i ett enkelkanontorn placerat på förskeppet, framför bryggan, och ett dubbelkanontorn akterut. Källorna är motsägelsefulla när det gäller hennes luftvärn, Whitley säger att de hade en enda licensbyggd Vickers 40 mm ("pom pom") och andra krediterar dem med en enda 12,7 mm kulspruta. Två uppsättningar 53,3 mm torpedtuber var monterade akter om den enda skorstenen. Totalt representerade dessa vapen 22,7% av deplacementet. En typ 94 sjunkbombskastare fanns också ombord.
Efter att huvudfartyget Chidori hade färdigställts upptäcktes det under provseglingarna att hennes tyngdpunkt var för hög och att hon var 92 ton överviktig. För att kompensera detta monterades 250 millimeter utbuktningar på resten av klassen. Detta visade sig dock vara otillräckligt. Tomozuru-incidenten den 12 mars 1934 resulterade i en omfattande omkonstruktion där typ 3-kanonerna ersattes med mindre enkelmonterade 12 cm/45 kanoner och en av de dubbla torpedtuberna togs bort. Ytterligare 100 ton ballast hjälpte också till att sänka tyngdpunkten, men innebar också att toppfarten reducerades till 28 knop.
År 1944 togs den bakre kanonen bort och ersattes med en dubbelmonterad 25 mm luftvärnskanon. Ytterligare ett dubbelmontage placerades framför bron och sex enkelmontage lades till på olika platser. Antalet sjunkbomber som medföljer ökades också under krigets gång till 48.

## Tomozuru-incidenten
Den 12 mars 1934, kort efter färdigställandet, seglade Tomozuru (友鶴) tillsammans med sin syster Chidori (千鳥) och den lätta kryssaren Tatsuta för nattlig torpedträning. Vädret försämrades under övningen och den avbröts kl. 0325; fartygen återvände till hamn. Tomozuru anlände aldrig och en sökning inleddes. Hon upptäcktes kl. 1405 samma dag, kantrad och inverterad, men fortfarande flytande. Tretton av hennes 113 man starka besättning räddades. Hon bogserades till Sasebo och dockades, där hon byggdes om och återgick i tjänst.

### Konsekvenser
Katastrofen tvingade den kejserliga japanska flottan att se över stabiliteten hos alla fartyg som nyligen färdigställts, var under konstruktion eller fortfarande konstruerades. Chidori-klassen tvingades minska sin vapenlast och bryggan sänktes med en nivå. Utbuktningarna togs bort, men deplacementet ökade till 828 ton med tillägg av 60-90 ton ballast. Deras hastighet sjönk till 28 knop (52 km/h) och räckvidden minskade till 1 600 nmi (3 000 km) vid 14 knop (26 km/h). De återstående 16 fartygen som planerades för klassen ställdes in och ersattes av torpedbåtar i Ōtori-klassen, som konstruerades om för att minska den topptyngd som fick Tomozuru att kapsejsa.

## Tjänstgöring

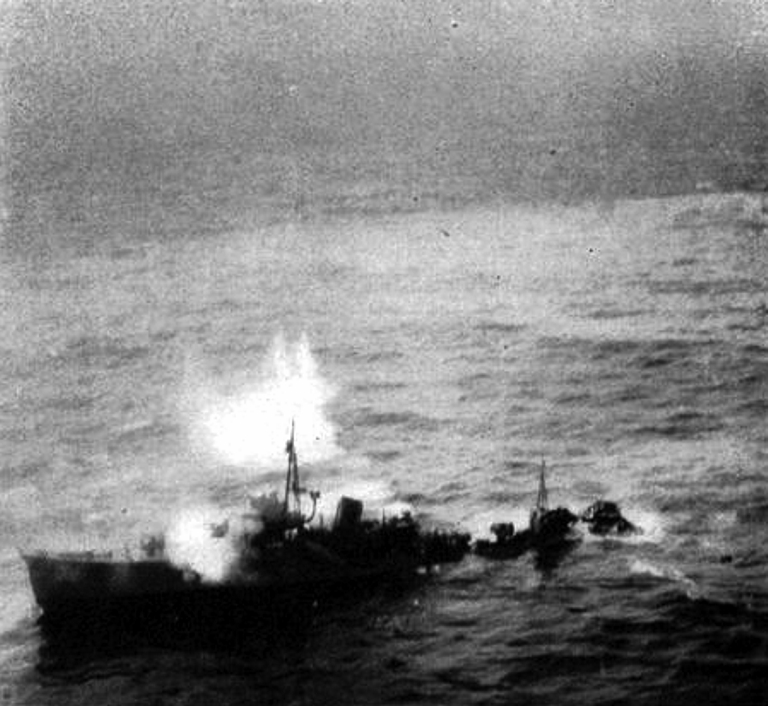
Tomozuru den 24 mars 1945

År 1937 organiserades de fyra systerfartygen i 21:a torpedflottiljen. Alla fyra deltog i slaget om Filippinerna och i kampanjen i Nederländska Ostindien. Chidori och Manazuru återvände till hemmavattnen efter att 21:a torpedflottiljen upplösts våren 1942 och hade eskortuppdrag under resten av kriget. Hatsukari och Tomozuru stannade kvar i området under större delen av resten av kriget med eskortuppdrag. Tomozuru återvände till Japan sent i kriget, men Hatsukari placerades i Hongkong den 21 maj 1945 och deltog i luftvärnsförsvaret av staden. Efter Japans kapitulation beslagtogs Hatsukari av Royal Navy och skrotades senare.

## Skepp i klassen
| Namn      | Kölsträckt       | Sjösatt          | Levererad        | Ombyggd       | Öde                                                                          |
| --------- | ---------------- | ---------------- | ---------------- | ------------- | ---------------------------------------------------------------------------- |
| Chidori   | 13 oktober 1931  | 1 april 1933     | 20 november 1933 | november 1934 | Sänkt av ubåten USS Tilefish den 21 december 1944                            |
| Manazuru  | 22 december 1931 | 11 juli 1933     | 31 januari 1934  | november 1934 | Sänkt den 1 mars 1945 i ett flyganfall i Naha                                |
| Tomozuru  | 11 november 1932 | 1 oktober 1933   | 24 februari 1934 | maj 1935      | Sänkt den 24 mars 1945 i ett flyganfall i Amami-Ōshima                       |
| Hatsukari | 6 april 1933     | 19 december 1933 | 15 juli 1934     |               | Tagen av Storbritannien som ett krigsbyte efter krigets slut, skrotades 1948 |